# Анатолий (Аксёнов)
Епи́скоп Анато́лий (в миру Влади́мир Алекса́ндрович Аксёнов; 22 ноября 1958, деревня Афонино, Переславский район, Ярославская область) — архиерей Русской православной церкви на покое, бывший епископ Костанайский и Рудненский.

## Детство и образование
Родился в деревне Афонино Переславского района Ярославской области.
В 1965 году семья Аксёновых переселилась в Переславль-Залесский, где в 1974 году он окончил среднюю общеобразовательную школу. По окончании школы поступил в Переславский техникум химической промышленности на кафедру автомобилей и автомобильного хозяйства, окончив его в 1978 году.
Работал водителем в Переславском химическом заводе и в переславской «Сельхозхимии». Занимался спортом, ездил на соревнования.

## Начало церковного служения и духовное образование
Ещё в юности принимал участие в реставрации храмов в Калининской области. Уже в этот период стал задумываться о вере. Был в паломничестве в посёлке Ракитное Белгородской области, где познакомился с отцом Серафимом (Тяпочкиным); впоследствии так описывал этот период жизни: 

Этот удивительный, великий человек произвёл на меня неизгладимое впечатление. Я увидел, как он общался с людьми и как он относился к нам. Он изменил всю мою жизнь. И уже через год я стал студентом Московской духовной школы, традиции которой теперь пытаюсь продолжать в нашем Ярославском духовном училище.
В 1981 году В. А. Аксёнов поступил в Московскую духовную семинарию, в 1985 году — в Московскую духовную академию, которую окончил в 1989 году со степенью кандидата богословия.
16 июня 1987 года пострижен в монашество с именем Анатолий в честь преподобного Анатолия Киево-Печерского.

## Церковная деятельность
28 июня 1987 года был рукоположён в иеродиакона, 18 июля 1987 года — во иеромонаха.
С августа 1989 года преподавал в Московской духовной академии и семинарии, был профессорским стипендиатом 1989—1990 учебного года.
10 апреля 1990 года возведён в сан игумена.
С сентября 1990 по апрель 1994 года исполнял послушание старшего помощника инспектора академии.
С ноября 1990 года — заместитель ректора по административно-хозяйственной работе.
22 января 1994 года указом Михея, епископа Ярославского и Ростовского, назначен наместником Переславского Никитского и Троице-Данилова монастырей и устроителем Никольского женского монастыря.
В апреле 1994 года освобождён от занимаемой должности заместителя Ректора академии по административно-хозяйственной работе.
18 июля 1994 года постановлением Священного Синода утверждён наместником Никитского монастыря, временно исполнял обязанности и наместника Троице-Данилова монастыря.
7 апреля 1995 года возведён в сан архимандрита.

### Архиерейство
25 декабря 1997 года решением Священного синода РПЦ архимандриту Анатолию, наместнику Переславль-Залесского Никитского мужского монастыря, определено быть епископом Переславль-Залесским, викарием Ярославской епархии.
14 февраля 1998 года за всенощным бдением под праздник Сретения Господня в Богоявленском кафедральном соборе в Москве было совершено наречение архимандрита Анатолия во епископа Переславль-Залесского. Чин наречения совершили Святейший Патриарх Московский и всея Руси Алексий, митрополит Крутицкий и Коломенский Ювеналий (Поярков), архиепископы Солнечногорский Сергий (Фомин), Истринский Арсений (Епифанов), Ярославский и Ростовский Михей (Хархаров), епископы Бронницкий Тихон (Емельянов), Зарайский Павел (Пономарёв), Верейский Евгений (Решетников), Орехово-Зуевский Алексий (Фролов), Дубоссарский Юстиниан (Овчинников), Хабаровский и Приамурский Марк (Тужиков), Красногорский Савва (Волков).
15 февраля 1998 года был хиротонисан во епископа Переславль-Залесского, викария Ярославской епархии.
9 апреля 1998 года решением Священного синода освобождён от должности наместника Свято-Троицкого Данилова мужского монастыря в городе Переславле-Залесском.
С марта по декабрь 1998 года являлся ректором Ярославского духовного училища.
28 декабря 1998 года переведён епископом Магаданским и Чукотским. Первой его задачей стало возрождения монашества на Колыме и в Магадане. В период его правления здесь стал действовать первый женский Покровский монастырь, было завершено строительство храма Благовещения Пресвятой Богородицы в посёлке Синегорье, а также заработал первый в Магаданской области детский православный лагерь в посёлке Снежный. Просил предоставить епархии квоты на вылов рыбы.
8 октября 2000 года решением Священного синода его с понижением перевели епископом Ялуторовским, викарием Тобольской епархии.
17 июля 2001 года за самовольное оставление в декабре 2000 года места служения почислен на покой.
В 2002 году в селе Ефимьево Переславского района основал приют для престарелых, инвалидов и беспомощных людей АНО «Божедомье»:

Вытереть слёзы плачущим и накормить алчущих было главной мечтой моей жизни. Моя мама — инвалид по зрению, и я с детских лет видел, как тяжело живётся немощным. Хорошо, если у кого-то есть дети, а если о таком человеке некому позаботиться, то его жизнь превращается в сплошную муку. Особенно я это прочувствовал после посещения подмосковного госпиталя Вишневского, где лежит много мальчишек-солдат, искалеченных в Чечне. Меня до глубины души потрясла встреча с двадцатилетним мальчишкой, которому взрывом оторвало обе руки и обе ноги. Он плакал, рассказывая, как хотел посмотреть по телевизору пасхальную службу, а соседи по палате переключили на боевик.
6 октября 2010 года решением Священного синода назначен правящим епископом новоучреждённой Костанайской и Петропавловской епархии.
25 марта 2011 года решением Синода Митрополичьего округа в Республике Казахстан назначен председателем хозяйственного управление Казахстанского митрополичьего округа.
5 октября 2011 года в связи с образованием Петропавловско-Булаевской епархии титул изменён на «Костанайский и Рудненский».
25 августа 2020 года в связи с долговременным отсутствием в епархии, привёдшим к серьёзным недочётам в её управлении, решением Священного синода освобождён от управления Костанайской епархией и почислен на покой, пребывать на покое определено под наблюдением наместника Свято-Троицкой Сергиевой лавры.

## Награды
- 2013 г. — Орден святителя Иннокентия Московского III степени;
- 2013 г. — Орден «За заслуги перед Православной Церковью Казахстана».
- 2018 г. — «Орден Священномученика Пимена Верненского» (Митрополичий округ в Казахстане);
- 2018 г. — Орден Преподобного Серафима Саровского III степени;
- Медаль преподобного Сергия Радонежского I степени.